# Carl Tydén

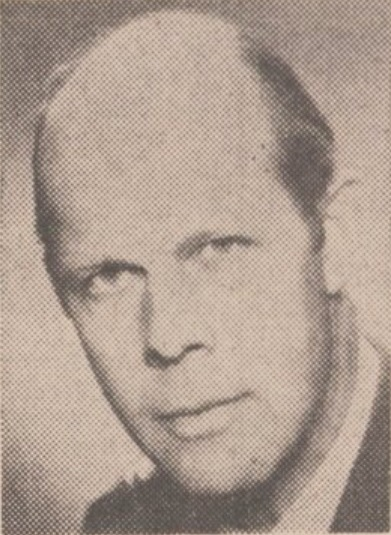
Carl Tydén.

Carl Eberhard Tydén, född den 7 juni 1916 i Stockholm, död den 2 februari 2012 i Danderyds församling, var en svensk militär. Han var son till Ebbe Tydén.
Tydén blev underlöjtnant i ingenjörtrupperna 1938, löjtnant där 1940 och kapten där 1946. Han befordrades till major i Fälttygkåren 1957, i ingenjörtrupperna 1961, till överstelöjtnant i Fälttygkåren 1965 och till överste där 1968, i Tekniska stabskåren 1972. Tydén tjänstgjorde som överingenjör i Försvarets materielverk från 1967. Han blev riddare av Svärdsorden 1957 och kommendör av samma orden 1972. Tydén vilar i sin familjegrav på Norra begravningsplatsen utanför Stockholm.